# Xã Walnut, Quận Bates, Missouri
Xã Walnut (tiếng Anh: Walnut Township) là một xã thuộc quận Bates, tiểu bang Missouri, Hoa Kỳ. Năm 2010, dân số của xã này là 394 người.